# Nyálkás tejelőgomba
A nyálkás tejelőgomba (Lactarius albocarneus) a galambgombafélék családjába tartozó, Európában honos, fenyvesekben élő, nem ehető gombafaj. 

## Megjelenése
A nyálkás tejelőgomba kalapja 3-7 cm széles, alakja fiatalon domború, idősen laposan kiterül, közepe bemélyedhet, de néha kissé púpos is lehet. Széle aláhajló. Felszíne sima, nedves időben erősen nyálkás, szárazon fénylő, ezüstös. Színe fehéres, halvány szürkéslila, szürkésbarna, okkerszürke; közepe sötétebb lehet. 
Húsa fehér színű, levegőn sárgul; sérülésre fehér tejnedvet ereszt, amely megszáradva halványsárgás. Szaga nem jellegzetes; íze nagyon csípős és keserű.  
Sűrű lemezei tönkhöz nőttek vagy némileg lefutók. Színük fehéres vagy krémszínű.
Tönkje 3-7 cm magas és 1-1,5 cm vastag. Alakja hengeres vagy szabálytalanul benyomott. Színe fehéres. Felszíne nyálkás, hosszában ráncos.
Spórapora fehéres vagy sárgás. Spórája majdnem kerek vagy széles elliptikus, felszínén zebracsíkos mintázatba összeálló tüskékkel; mérete 8-8,5 x 7 µm.

### Hasonló fajok
A kéttűs fenyők alatt élő fenyér-tejelőgomba, a bükk alatti fakó tejelőgomba, emellett a barnáslilás tejelőgomba, az északi tejelőgomba, az illatos tejelőgomba hasonlít hozzá.  

## Elterjedése és termőhelye
Európában honos a Pireneusoktól a Kárpátokig, északon Dániáig. 
Domb- vagy hegyvidéki fenyvesekben vagy vegyes erdőkben él, elsősorban jegenyefenyő, ritkábban luc alatt. A meszes talajt kedveli. Júliustól októberig terem. 

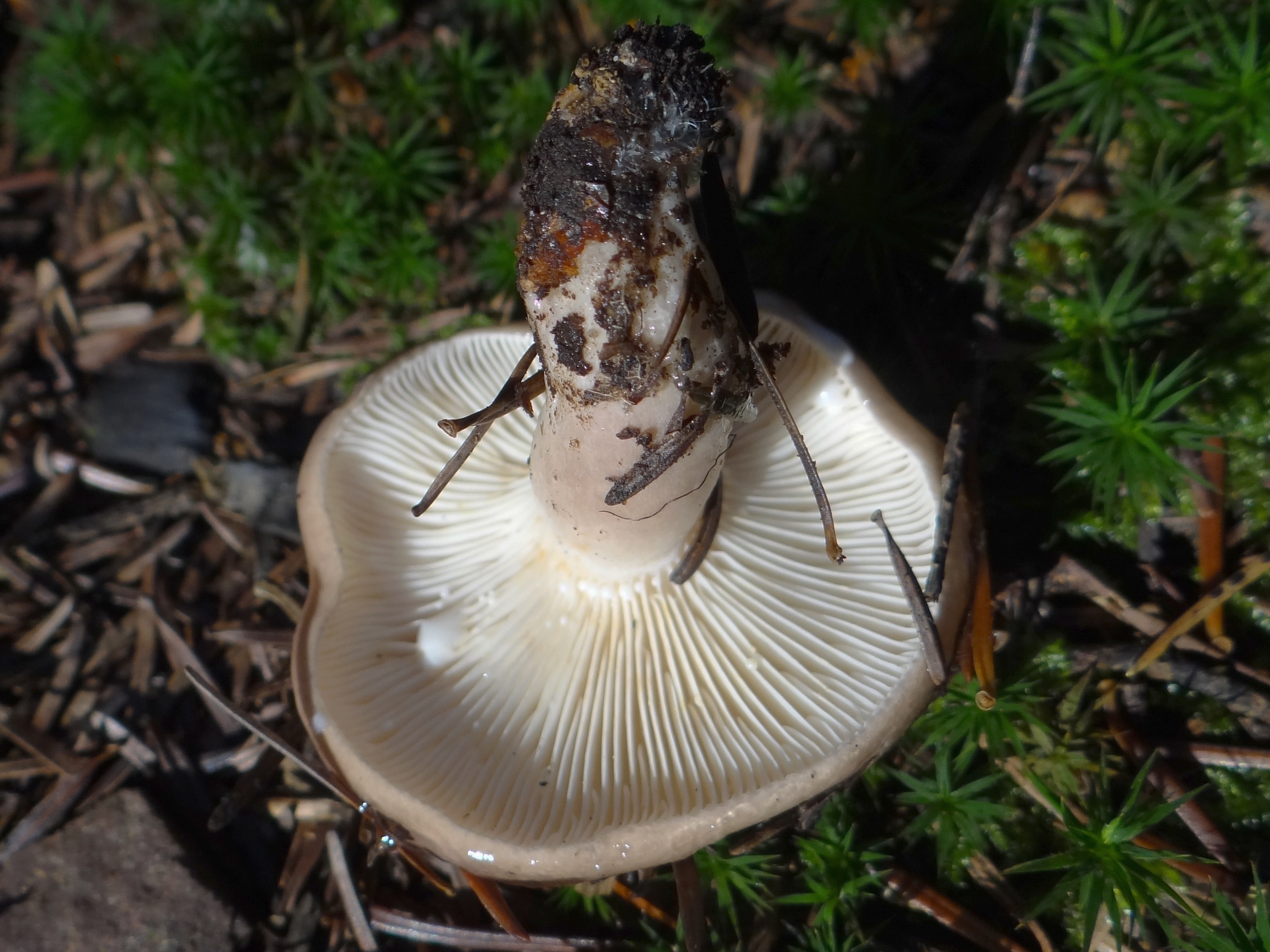
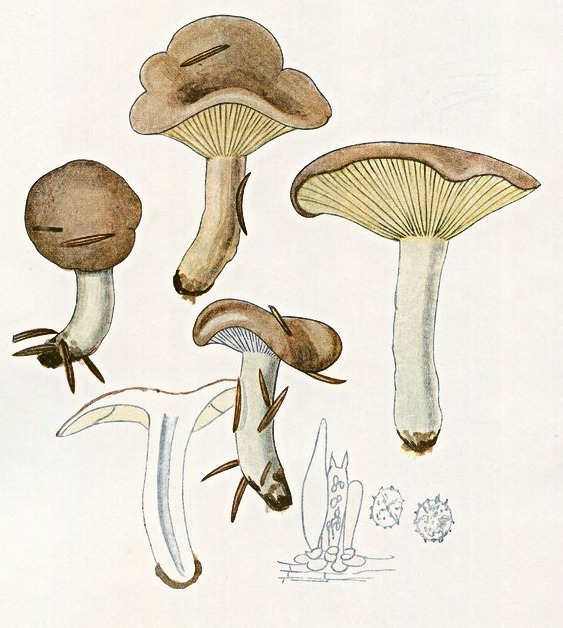
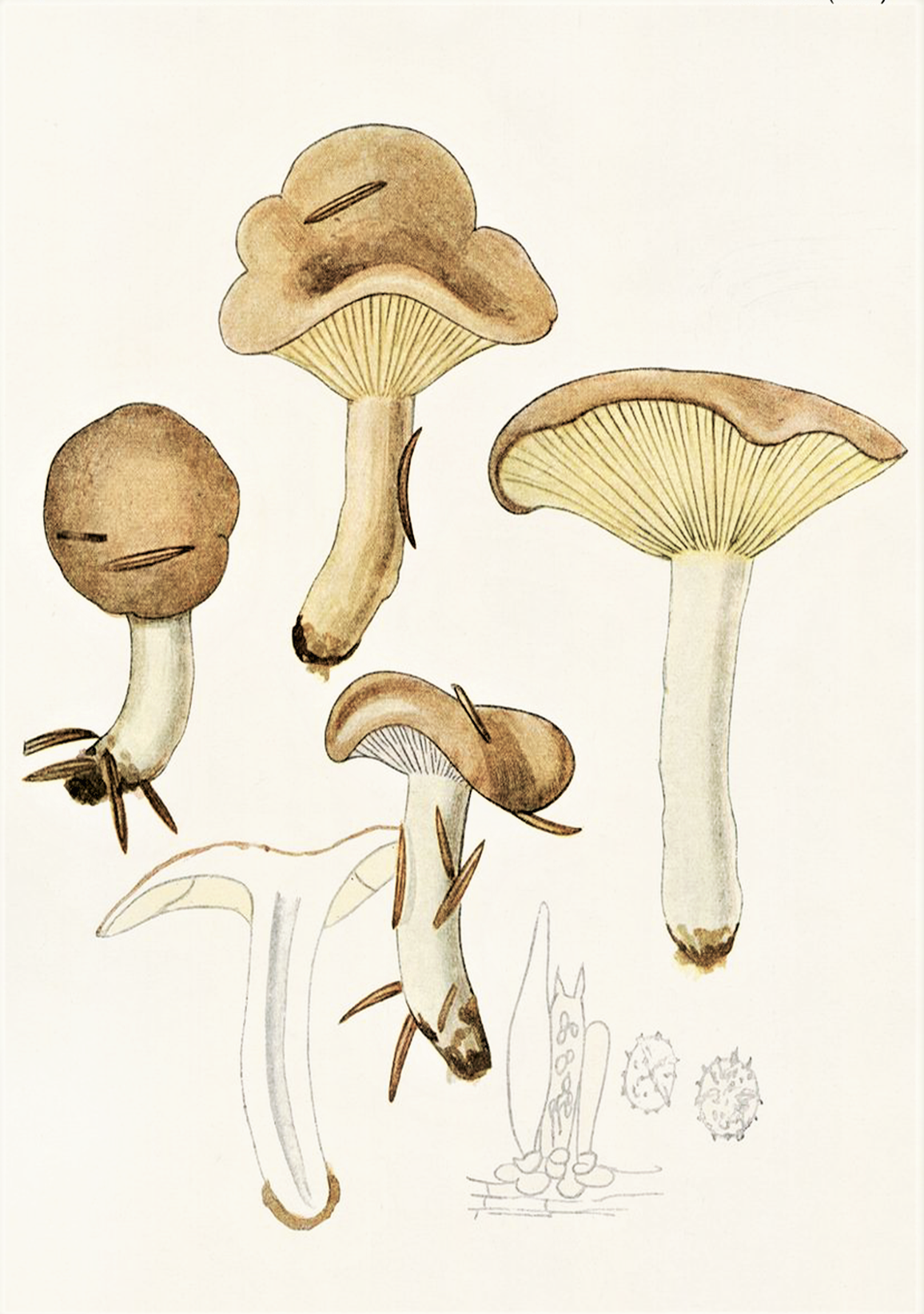

Nem ehető. 